# Helmut Schneider (Oberstadtdirektor)
Hermann Helmut Schneider (* 9. Mai 1910 in Schkeuditz; † 23. März 1968 in Goslar) war ein deutscher Jurist und Kommunal-Politiker.

## Leben
Kurz nach Schneiders Geburt zog die Familie nach Helmstedt, wo Helmut Schneider die Volksschule und das Gymnasium besuchte. Nach dem Abitur unternahm er zusammen mit seiner Mutter eine Frankreich-Reise, die sein lebenslanges Interesse an der französischen Sprache und Kultur weckte.
Schneider studierte ab 1929 Jura an den Universitäten Kiel, München, Berlin und Göttingen. 1933 begann er sein Referendariat, 1938 legte er das zweite Staatsexamen ab. In München hörte er nach eigener Aussage schon Hitler-Reden, die ihn jedoch eher abstießen und seine kritische Haltung gegenüber dem Nationalsozialismus begründeten.
1936 heiratete Schneider Barbara Pfister, die er seit der Schulzeit kannte. Ab 1938 arbeitete er zunächst für die IHK Halle. 1940 war er ein halbes Jahr im Briefzensurdienst des Oberkommandos der Wehrmacht tätig, anschließend wechselte er zu den Hydrierwerken in Pölitz. Sein Vorgesetzter war der Oberingenieur Walter Dürrfeld. Schneider ging wohl ganz bewusst nicht in den Staatsdienst, mit den beiden genannten Tätigkeiten konnte er auch der Einberufung zur Wehrmacht umgehen. Schneider trat dem NS-Rechtswahrerbund und der Deutschen Arbeitsfront bei und gehörte der Nationalsozialistischen Volkswohlfahrt (NSV) an, war aber kein NSDAP-Mitglied.
Ab Oktober 1941 arbeitete Schneider für die IG Farben in Auschwitz in der Personalverwaltung. Mit Hilfe von KZ-Häftlingen wollte die IG Farben in Monowitz eine Chemie-Fabrik errichten. Zu Schneiders Aufgaben gehörte die Organisation des Einsatzes der KZ-Häftlinge aus dem Lager Monowitz (später Auschwitz III). Hier setzte er sich besonders für eine bessere Behandlung einer Gruppe französischer Zwangsarbeiter ein. Zusammen mit dieser Gruppe floh Schneider im Januar 1945 von Auschwitz in Richtung Westen nach Sachsen. Wie viel er von den Massenvernichtungen im KZ Auschwitz und seinen Nebenlagern gewusst hat und wie stark er durch seine Arbeit das KZ-Systems gestützt hatte, wurde nach 1945 in mehreren Gerichtsverfahren erörtert.
Schneider folgte 1945 seiner schon zuvor geflohenen Frau nach Goslar, wo er schon im Juni 1945 als Stadtassessor arbeitete. Er trat in die SPD ein und wurde 1947 zum Stadtdirektor, 1949 dann zum Oberstadtdirektor von Goslar ernannt.
1947 und 1948 sagte Schneider als Zeuge im I.G.-Farben-Prozess zugunsten seines ehemaligen Vorgesetzten Wilhelm Dürrfeld aus, den er entlastete. Aufgrund seiner dortigen Aussagen wurde Schneider im Februar 1949 nur acht Tage nach seiner Amtseinführung als Oberstadtdirektor von Goslar beurlaubt, und es wurde ein Strafverfahren gegen ihn eröffnet, in dem Schneider letztlich aber nur in einem Punkt der gemeinschaftlichen gefährlichen Körperverletzung angeklagt war. Aus Mangel an Beweisen wurde er freigesprochen und konnte seine Arbeit als Oberstadtdirektor wieder aufnehmen. 1951 stellte auch der Entnazifizierungsausschuss sein Verfahren gegen Schneider ein.
Auch nach 1945 hielt Schneider Kontakt zu den französischen Zwangsarbeitern, denen er in Monowitz geholfen hatte, aus diesen Kontakten ging die 1961 eingerichtete Städtepartnerschaft zwischen Goslar und Arcachon hervor. Dennoch hielt Schneider weiterhin Kontakt zu einigen IG-Farben-Mitarbeitern, insbesondere zu seinem früheren Vorgesetzten Walter Dürrfeld. Außerdem war Schneider der Mittelpunkt eines Freundeskreises um den von ihm bewunderten Schriftsteller Ernst Jünger.
1960 wurde Schneider als Oberstadtdirektor wiedergewählt, er kümmerte sich intensiv um kulturelle Belange der Stadt, beispielsweise bei der Einrichtung der örtlichen Volkshochschule.
Schneider starb 1968 in Folge zweier Herzinfarkte.

## Veröffentlichungen
- Von Tag zu Tag. Toegel, Goslar 1946.
- unter dem Pseudonym Jacques Déplaisant: Kleine Fibel, Goslar 1946.
- Jünger: „Der Arbeiter“. Goslar o. J.
- Begrüßungsansprache des Oberstadtdirektors Helmut Schneider bei der Eröffnung des 33. Deutschen Archivtages am 14.9.1954. Stadt Goslar, Goslar 1954.
- Macht, Geist, Demos: eine akademische Betrachtung. Goslar 1956.
- Vora la mar. Schneider, Goslar um 1957.
- Traumatinische Irrfahrt. Dokumentation einer Irrfahrt. Barbara Schneider Verlag, Goslar 1960.
- unter dem Pseudonym Georges Jacques Déplaisant: Behauptungen über das große Ganze. Hübener, Goslar 1965.
- Der Goslarer Fremdenverkehr. In: Braunschweigisches Industrie- und Handelsblatt: Mitteilungen der Industrie- und Handelskammer Braunschweig (1966), Nr. 229, S. 487–490.
- Tor zum Harz. In: Niedersachsen (1968), S. 40f.

## Ehrungen
- 1978 wurde eine Straße in Goslar nach Helmut Schneider benannt.